# 孝陵卫站
孝陵卫站是南京地铁2号线的一座车站，位于南京市玄武区宁杭公路北侧，邻近紫金山南麓，是一座地下岛式车站，于2010年5月28日启用。车站因位于明朝时明孝陵守卫部队驻扎的孝陵卫遗址附近而得名。

## 车站结构
车站总建筑面积为11330m²，为地下二层岛式车站，设有3个出口。
月台配置
| 北 |      |                             |
|    |      | █ 南京地铁2号线往鱼嘴方向   |
|    | 岛式 |                             |
|    |      | █ 南京地铁2号线往经天路方向 |
| 南 |      |                             |

## 车站周边
- 中山陵
- 钟山风景区（紫金山）
- 南京理工大学
- 南京钟山医院

## 接驳交通

### 公交车
| 孝陵卫（近1、3出口） | 孝陵卫（近1、3出口）  | 孝陵卫（近1、3出口）  | 孝陵卫（近1、3出口）  | 孝陵卫（近1、3出口）  |
| 编号                 | 路线                  | 路线                  | 路线                  | 备注                  |
| -------------------- | --------------------- | --------------------- | --------------------- | --------------------- |
| Y5                   | 中花岗总站            | ⇆                     | 新街口·石鼓路         | 原 805（第一代）      |
| Y14                  | 已于2025年1月18日停办 | 已于2025年1月18日停办 | 已于2025年1月18日停办 | 已于2025年1月18日停办 |
| 5                    | 南湾营                | 全程 →                | 长江路·估衣廊         | 原 163（第一代）      |
| 5                    | 南湾营南              | 全程 ←                | 长江路·估衣廊         | 原 163（第一代）      |
| 5                    | 南湾营南              | 特班 ←                | 新街口东              | 原 163（第一代）      |
| 36                   | 杨庄                  | ⇆                     | 新模范马路东          |                       |
| 51                   | 已于2025年5月10日停办 | 已于2025年5月10日停办 | 已于2025年5月10日停办 | 已于2025年5月10日停办 |
| 55                   | 天旺路                | ⇆                     | 长白街                |                       |
| 89                   | 柳营                  | ⇆                     | 上坊西                | 原 瑞上线             |
| 121                  | 锁石村                | ⇆                     | 定林总站              |                       |
| 142                  | 中花岗总站            | ⇆                     | 长白街                |                       |
| 164                  | 中花岗总站            | ⇆                     | 孝陵卫                |                       |
| 179                  | 银亿东城              | ⇆                     | 钟灵街                |                       |
| 202                  | 雨花台南大门          | ⇆                     | 灵谷寺公园            | 原 游2                |
| 315                  | 南京站·北广场东       | →                     | 南湾营南              | 合并原 203（第一代）  |
| 315                  | 南京站·北广场东       | ←                     | 马高路西              | 合并原 203（第一代）  |